# Quail
Quail è un census-designated place degli Stati Uniti d'America, situato nella contea di Collingsworth dello Stato del Texas.

## Geografia fisica
Quail è situata a 34°55′08″N 100°23′13″W (34.918915, -100.386829).
Secondo lo United States Census Bureau, ha un'area totale di 3,2 miglia quadrate (8,3 km²).

## Società

### Evoluzione demografica
Secondo il censimento del 2000, c'erano 33 persone, 11 nuclei familiari e 9 famiglie residenti nella città. La densità di popolazione era di 10,4 persone per miglio quadrato (4,0/km²). C'erano 16 unità abitative a una densità media di 5,0 per miglio quadrato (1,9/km²). La composizione etnica della città era formata dal 75,76% di bianchi, il 3,03% di afroamericani e il 21,21% di nativi americani.
C'erano 11 nuclei familiari di cui il 36,4% aveva figli di età inferiore ai 18 anni, il 90,9% erano coppie sposate conviventi, e il 9,1% erano non-famiglie. Il 9,1% di tutti i nuclei familiari erano individuali e il 9,1% aveva componenti con un'età di 65 anni o più che vivevano da soli. Il numero di componenti medio di un nucleo familiare era di 3,00 e quello di una famiglia era di 3,10.
La popolazione era composta dal 24,2% di persone sotto i 18 anni, il 12,1% di persone dai 18 ai 24 anni, il 21,2% di persone dai 25 ai 44 anni, il 21,2% di persone dai 45 ai 64 anni, e il 21,2% di persone di 65 anni o più. L'età media era di 38 anni. Per ogni 100 femmine c'erano 175,0 maschi. Per ogni 100 femmine dai 18 anni in giù, c'erano 150,0 maschi.
Il reddito medio di un nucleo familiare era di 19.464 dollari, e quello di una famiglia era di 19.464 dollari. I maschi avevano un reddito medio di 30.000 dollari contro i 26.250 dollari delle femmine. Il reddito pro capite era di 13.456 dollari Nessuno era sotto la soglia di povertà.